# Amanda Kay (EP)
Amanda Kay es un EP de la cantante estadounidense Ava Max. Se lanzó bajo el nombre artístico de Amanda Kay el 12 de septiembre de 2008, cuando Max tenía solo catorce años. El EP contenía seis canciones y se subió a iTunes y Myspace; sin embargo, se eliminó posteriormente. El 3 de enero de 2021 había sido filtrado cuando un viejo fanático que lo compró en iTunes en 2008 lo subió en SoundCloud.

## Lista de canciones
Todas las canciones fueron coescritas por Max y Rudolf y producidas por Rudolf.
| Amanda Kay |                           |          |  |
| N.º        | Título                    | Duración |  |
| 1.         | «Break My Heart»          | 3:52     |  |
| 2.         | «What You Know About Me»  | 3:22     |  |
| 3.         | «Touch»                   | 3:21     |  |
| 4.         | «More Than Words Can Say» | 4:07     |  |
| 5.         | «Take It Back»            | 3:47     |  |
| 6.         | «I Need You»              | 3:16     |  |
| 21:45      |                           |          |  |